# ادوارد بیلیول
ادوارد بیلیول (گیلی اسکاتلندی: Èideard Balliol) (ح. ۱۲۸۳ – ژانویه ۱۳۶۴) در جریان جنگ دوم استقلال اسکاتلند، مدعی تاج و تخت اسکاتلند بود. او با کمک انگلیسی‌ها از سال ۱۳۳۲ تا ۱۳۵۶ بر بخش‌هایی از پادشاهی حکومت کرد.

## زندگی‌نامه
ادوارد فقط زمین‌های خانوادگی در فرانسه و ادعای پدرش در اسکاتلند را به ارث برد. او از سال ۱۲۹۶ (سال درگذشت پدرش) تا ۱۳۱۵ در انگلستان نگهداری شد و پس از آن عمدتاً در فرانسه زندگی کرد. در سال ۱۳۳۲ بیلیول رهبری تهاجمی از فرانسه به اسکاتلند را توسط گروهی از اشراف انگلیسی که زمین‌هایشان در اسکاتلند توسط پادشاه اسکاتلند روبرت یکم بروس، پدر دیوید دوم گرفته شده بود، برعهده داشت. در ۱۲ اوت، در نبرد داپلین مور، ادوارد دونالد، ارل مار و نایب السلطنه دیوید دوم (در آن زمان هشت ساله) را شکست داد و در ۲۴ سپتامبر در اسکون تاج گذاری کرد. در ۲۳ نوامبر، در راکسبورگ، او ادوارد سوم پادشاه انگلستان را به عنوان ارباب اسکاتلند به رسمیت شناخت.
کمتر از سه ماه پس از آن، نیرهای وفادار به دیوید به او حمله کرده و بیشتر نیروهای بیلیول کشته شدند، او موفق به فرار از جنوب شد. اما او با کمک پادشاه انگلستان ادوارد بازگشت، در سال ۱۳۴۵ در ادینبورگ پارلمان برگزار کرد و از آن زمان تا ۱۳۳۸ چندین بار در پرث بود. آخرین تلاش برای بازیابی اسکاتلند در سال ۱۳۴۷ باعث شد تا او تا سال ۱۳۵۵ کنترل منطقه ای رو به کاهش در گالووی را در اختیار داشته باشد. وی سرانجام در ژانویه ۱۳۵۶ از ادعای خود برای تاج و تخت اسکاتلند استعفا داد و در سال ۱۳۶۴ بدون فرزند درگذشت.